# Chamobates callipygis
Chamobates callipygis är en kvalsterart som beskrevs av Paulitchenko 1991. Chamobates callipygis ingår i släktet Chamobates och familjen Chamobatidae. Inga underarter finns listade i Catalogue of Life.